# Aparan
Aparan (örményül: Ապարան) város Örményországban Aragacotn tartomány északi hegyvidéki részén. Jerevántól 50 km-re északra fekszik. Lakosaink száma 5168, a városban jelentős kurd kisebbség él.